# 곤제촌
곤제촌(金勝村)은 일본 시가현 구리타군에 설치되었던 촌이다. 현재의 릿토시의 일부에 해당한다.